# Dermot Ahern

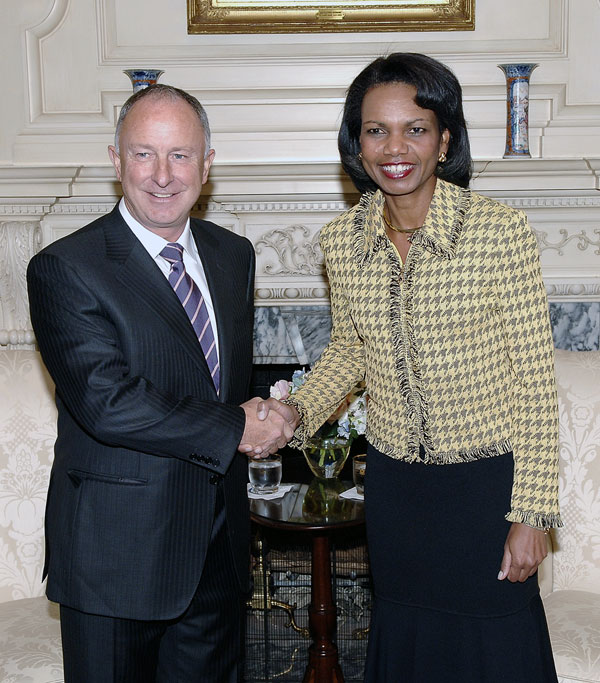
Außenminister Dermot Ahern zu Besuch bei seiner US-amerikanischen Amtskollegin Condoleezza Rice im Oktober 2007.

Dermot Ahern (irisch: Diarmuid Ó hEachthairn; * 2. Februar 1955 in Drogheda, County Louth) ist ein irischer Politiker der Fianna Fáil. Er war von 2008 bis 2011 Minister für Justiz, Gleichstellung und Rechtsreform.

## Biografie
Ahern besuchte das St. Mary's College der Maristen-Schulbrüder in Dundalk und absolvierte dann ein Studium der Rechtswissenschaften am University College Dublin, bevor er anschließend als Solicitor tätig war.
Seine politische Laufbahn begann er 1987, als er als Kandidat der Fianna Fáil erstmals zum Abgeordneten des Unterhauses (Dáil Éireann) gewählt wurde. Dort vertrat er seitdem den Wahlkreis Louth.
1989 wurde er zunächst von Taoiseach Charles J. Haughey zum Staatsminister des Taoiseach (Minister of State at the Department of the Taoiseach) berufen, übernahm danach das Amt des Staatsministers im Verteidigungsministerium, ehe er von November 1991 bis Februar 1992 Parlamentarischer Geschäftsführer (Chief Whip) der Regierungsfraktion im Unterhaus war. Anschließend war er bis 1997 Vorsitzender der Britisch-Irischen Parlamentarischen Vereinigung (British-Irish Inter Parliamentary Body), ein Amt, das anschließend von Michael O’Kennedy übernommen wurde.
Nachdem die Fianna Fáil im Juni 1997 wiederum die Regierung bilden konnte, wurde er von Taoiseach Bertie Ahern, mit dem er nicht verwandt ist, zum Minister für soziale Wohlfahrt ernannt. Im Rahmen einer Kabinettsumbildung übernahm er dann im Juni 2002 zunächst das Amt des Ministers für Kommunikation, Marine und natürliche Ressourcen, ehe er am 13. September 2004 von Taoiseach Ahern zum Außenminister ernannt wurde.
Nach dem Amtsantritt von Aherns Nachfolger Brian Cowen als Taoiseach wurde er bei der Regierungsneubildung am 7. Mai 2008 zum Minister für Justiz, Gleichstellung und Rechtsreform ernannt, während ihm der bisherige Minister für Unternehmen, Handel und Beschäftigung Micheál Martin als Außenminister folgte.
Bei den Wahlen zum 31. Dáil Éireann im Februar 2011 verzichtete Ahern aus gesundheitlichen Gründen auf eine erneute Kandidatur. Bereits im Januar 2011 war er von seinem Ministerposten zurückgetreten.